# Stan (Vorname)
Stan ist ein männlicher Vor- und Kosename.

## Herkunft und Bedeutung
Stan ist die Kurzform verschiedener Namen:
- Englisch: von Stanley
- Niederländisch, slawische Sprachen: von Stanislaus (bzw. Stanislaw, Stanislav, Stanisław)
- Niederländisch: von Konstantin

## Varianten
In den slawischen Sprachen wird statt der Kurzform häufiger das Diminutiv gebraucht:
- Stanko, Stanek, Stanjek

## Namensträger
- Stan Borys (* 1941), polnischer Rocksänger
- Stan Bowman (* 1973), kanadischer Eishockeyfunktionär
- Stan Brakhage (1933–2003), US-amerikanischer Filmregisseur
- Stan Collymore (* 1971), englischer Fußballspieler
- Stan Coveleski (1889–1984), US-amerikanischer Baseballspieler
- Stan Douglas (* 1960), kanadischer Künstler
- Stan Drulia (* 1968), US-amerikanischer Eishockeyspieler und -trainer
- Stan Freeman (1920–2001), US-amerikanischer Jazz-Pianist und Arrangeur
- Stan Getz (1927–1991), US-amerikanischer Saxophonist
- Stan Hitchcock (1936–2023), US-amerikanischer Country-Musiker und Moderator
- Stan Jones (Songwriter) (1914–1963), US-amerikanischer Songwriter und Schauspieler
- Stan Jones (Footballspieler) (1931–2010), US-amerikanischer American-Football-Spieler und -Trainer
- Stan Kenton (1911–1979), US-amerikanischer Musiker
- Stan Kirsch (1968–2020), US-amerikanischer Schauspieler
- Stan Lafleur (* 1968), deutscher Autor
- Stan Laurel (1890–1965), englischer Komiker und Schauspieler
- Stan Lazaridis (* 1972), australischer Fußballspieler
- Stan Lee (1922–2018), US-amerikanischer Comicautor
- Stan Levey (1926–2005), US-amerikanischer Jazzdrummer
- Stan Libuda, Spitzname von Reinhard Libuda (1943–1996), deutscher Fußballspieler
- Stan Lynch (* 1955), US-amerikanischer Musiker
- Stan Mikita (1940–2018), slowakisch-kanadischer Eishockeyspieler
- Stan Mortensen (1921–1991), englischer Fußballspieler
- Stan Musial (1920–2013), US-amerikanischer Baseballspieler
- Stan Nicholls (* 1949), englischer Literat
- Stan Ockers (1920–1956), belgischer Radrennfahrer
- Stan Ridgway (* 1954), US-amerikanischer Musiker
- Stan Robinson (1936–2017), britischer Jazzmusiker
- Stan Rubin (* ≈1933), US-amerikanischer Jazzmusiker
- Stan Smith (* 1946), US-amerikanischer Tennisspieler
- Stan Valckx (* 1963), niederländischer Fußballspieler
- Stan Vickers (1932–2013), britischer Geher
- Stan Webb (* 1946), englischer Gitarrist
- Stan Winston (1946–2008), US-amerikanischer Filmdesigner und -regisseur
- Stan Wrightsman (1910–1975), US-amerikanischer Jazzpianist